# کالکووتس
کالکووتس (به بلغاری: Kalekovets) یک منطقهٔ مسکونی در بلغارستان است که در استان پلوودیو واقع شده‌است.